# NGC 5508
NGC 5508 (również PGC 50741 lub UGC 9094) – galaktyka spiralna znajdująca się w gwiazdozbiorze Wolarza. Odkrył ją Édouard Jean-Marie Stephan 20 kwietnia 1882 roku. Jest to galaktyka z aktywnym jądrem typu LINER.